# 3654 AAS
أي أي أس (ويعرف أيضًا باسم 3654 أي أي أس وفق تسمية الكوكب الصغير) (بالإنجليزية: AAS)‏ هو كويكب ضمن حزام الكويكبات؛ وترتيبه 3654 من حيث الاكتشاف.
اكتُشف هذا الجُرم الفلكي بواسطة Indiana Asteroid Program ‏ في 21 أغسطس 1949، وأُطلق عليه هذا الاسم نسبةً إلى الجمعية الفلكية الأمريكية.

## وصلات خارجية
- 3654 AAS في قاعدة بيانات مختبر الدفع النفاث لأجرام النظام الشمسي الصغيرة

- الاكتشاف · مخطط المدار ·  العناصر المدارية · المعلمات المادية

- 3654 AAS على موقع ويكي سكاي: DSS2, SDSS, GALEX, IRAS, Hydrogen α, X-Ray, Astrophoto, Sky Map, Articles and images